# Майкл Костів
Майкл Костів (англ. Michael Vincent Kostiw) (1947) — американський розвідник та політик. 

## Життєпис
Майкл Костів народився у 1947 році в сім'ї українських емігрантів. Володіє українською, російською, іспанською, італійською та польською мовами
Протягом 10 років до 1982 року він працював у ЦРУ, поки не подав у відставку. Після чого він близько двадцяти років пропрацював в одній з найбільших в світі нафтогазових корпорацій — Chevron, де у 2001—2003 рр. займав посаду віце-президента з міжнародних урядових справ.
У 1986 році він балотувався до Конгресу у 16 окрузі Флориди. Він був рекомендований The Miami Herald 31 серпня 1986 року, але програв вибори. Костів також працював віце-головою Міжнародного республіканського інституту та директором підрозділу підкомітету з питань тероризму Постійного виборчого комітету Палати з питань розвідки при представнику США Портері Госсі. У 2004 році пішов у відставку у чині полковника з Національного об'єднаного військового розвідувального центру (NMJIC) Пентагону.
У 2004—2006 рр. — був радником директора Центрального розвідувального управління.
У 2006—2011 рр. — Костів був головою республіканського штабу комітету Сенату з питань збройних сил, який очолював сенатор-республіканець Джон Маккейн .
З 2011 року обіймає посаду віце-президента Американської асоціації геологів-нафтовиків, а з 2017 року є радником директора Національної розвідки Дена Коутса.